# Mannenberg (Nettersheim)
Der Mannenberg, auch Mannen-Berg, ist eine Anhöhe nordwestlich von Zingsheim, Gemeinde Nettersheim, Kreis Euskirchen, Nordrhein-Westfalen. Er hat eine Meereshöhe von 529 Meter. An der südwestlichen Flanke befindet sich ein Steinbruch. 
Das Gebiet ist eine Teilfläche des Naturschutzgebiets Kalkkuppen auf der Hochfläche der Sötenicher Kalkmulde nördlich Zingsheim ausgewiesen: 
Der Südteil ist offensichtlich angeschüttet und hier zum Teil eutrophiert. Der Nordteil ist teilweise verbuscht, weist aber auch noch Reste von Kalkmagerrasen auf.